# Agblangandan
Agblangandan est un arrondissement situé dans la commune de Sèmè-Kpodji, du département de l'Ouémé au Bénin. 

## Géographie

### Localisation
L'arrondissement d'Agblangandan est limité au nord par le Lac Nokoué au sud par l'Océan Atlantique à l'ouest par la commune de Cotonou et à l'est par l'arrondissement de Ekpè.

### Administration
Il est constitué de 11 villages et quartiers que sont:
1. Agblangandan
2. Akpokpota
3. Davatin
4. Gbakpodji
5. Kpapakanmè
6. Lokokoukoumè
7. Mondokomè
8. Sèkandji Ananmandossi
9. Sèkandji Gangnoncomè
10. Sèkandji Houéyogbé[1].

## Population et société

### Démographie
L'arrondissement d'Agblangandan a une population de 57 762 selon le recensement général de la population et de l'habitat 2013.
| Indicateurs          | 2013  |
| -------------------- | ----- |
| Nombre de ménages    | 13346 |
| Population féminine  | 29119 |
| Population masculine | 28643 |
| Population totale    | 57762 |